# Ettore Bastico
Ettore Bastico, född 9 april 1876 i Bologna, död 2 december 1972 i Rom, var en italiensk militär, fältmarskalk av Italien (Maresciallo d'Italia) 12 augusti 1942, verksam under första och andra världskriget samt under mellankrigstiden. Förutom att vara general för den kungliga italienska armén var han också senator och guvernör. Han hade höga kommandon under det andra italiensk-abessinska kriget (Etiopien), det spanska inbördeskriget och den nordafrikanska kampanjen.

## Biografi
När Bastico hade uppnått vuxen ålder gick han in i den italienska armén och kämpade i första världskriget. År 1928 befordrades han till brigadgeneral. Vid den tiden styrdes kungariket Italien av diktatorn Benito Mussolini.
I denna roll var Bastico ett mål för Giulio Douhet i Recapitulation (publicerad i verket The Command of the Air). Douhet ägnade många sidor åt att kritiskt granska sex "grundläggande teorier" som Bastico framfört och hur de relaterat till framtiden för ett oberoende flygvapens roll i framtida krig.
Bastico befordrades till generalmajor den 29 maj 1932 och 1935 hade han befälet över "1:a svartskjortsdivisionen 23 mars" (1ª Divisione CC.NN. "23 Marzo") under andra italiensk-abessinska kriget. År 1935 var han befälhavare för III:e kåren i Etiopien och den 10 februari 1936 befordrades han till generallöjtnant (generale di corpo d'armata). Från 1936 till 1937 var han befälhavare för II:a kåren. 
År 1937, under de senare stadierna av det spanska inbördeskriget, ersatte Bastico Mario Roatta som befälhavare för den italienska frivilligkåren i Spanien, Corpo Truppe Volontarie. CTV skickades för att hjälpa de spanska nationalisternas sida i kriget. Från mitten av 1937 kämpade Basticos styrka i slaget vid Santander, en avgörande seger för nationalisterna. I slutet av 1937 ersattes Bastico av Mario Berti och i oktober 1937 fick han rang av general, "generale di corpo d'armata designato d'armata", den högsta rang som kunde tilldelas om Italien inte officiellt var i krig. I februari 1939 lämnade de italienska volontärerna Spanien.
Bastico tilldelades sedan till andra armén. Strax därefter utsågs han till befälhavare för den nya motoriserade sjätte armén, känd som "Armata del Po", stationerad i området kring floden Po och 1939 utsågs han till senator för kungariket Italien.
När Italien gick in i andra världskriget var Bastico generalguvernör för de italienska Egeiska öarna (Dodekanesiska öarna) och han befordrades till full general (Generale d'Armata) den 7 augusti 1940. Den 19 juli 1941 utnämndes han till befälhavare för alla axelstyrkor i Nordafrika. Som Rommels överordnade i den nordafrikanska kampanjen måste dennes planer först godkännas av Bastico.
Bastico befordrades till fältmarskalk i Italien (Maresciallo d'Italia) den 12 augusti 1942, till stor del för att undvika att han var lägre i rang än Rommel. När Libyen förlorades genom brittiska åttonde arméns framsteg, lämnades han sedan den 2 februari 1943 utan kommando under resten av kriget.
Bastico dog i Rom 96 år efter att ha tillbringat sina senaste år med att studera historia. Vid tiden för hans död var han den siste levande italienska militärofficeren som hade en italiensk femstjärnig rang i aktiv tjänst. (Umberto II, den sista kungen av Italien, som utsågs till marskalk i Italien i en ceremoniell egenskap, dog 1983).

## Utmärkelser
- Riddare av Stora korset av Order of Merit of the Italian Republic - 2 juni 1957
- Riddare av Stora korset av Military Order of Savoy - 17 februari 1942 (Storofficer: 1 maj 1939; Kommendör: 9 juli 1936)
- Riddare av Stora korset av Order of the Crown of Italy
- Riddare av Stora korset av Colonial Order of the Star of Italy
- Storofficer av Saints Maurice and Lazarus
- Kommendör av Sovereign Military Order of Malta
- Riddare i Order of Vittorio Venetos
- Sivermedalj för militärt mod
- Bronsmedalj för militär mod
- Krigskors för militärt mod
- Uppmärksamhet för krigsmerit (general officer degree)
- Uppmärksamhet för krigsmerit (superior officer degree)
- Sju utmärkelser av War Merit Cross (Italy)
- Minnesmedalj för italiensk-turkiska kriget 1911-1912
- Minnesmedalj för Spanish Campaign (1936-1938)
- Minnesmedalj för Volunteer Division of Littorio (guerra di Spagna 1936-38)
- Minnesmedalj för the italiensk-österrikiska kriget 1915-1918
- Minnesmedelj av Enhet i Italien
- Allierad segermedalj
- Kors av militär merit i Spanien
- Franska Croix de guerre (1914-1918)
- Tyska korset i guld (5 december 1942)[2]

## Arbeten
Bastico skrev några böcker om italiensk militärhistoria. De mest kända är:
- "Il Ferreo Terzo Corpo in Africa Orientale" (1937)
- "L'evoluzione dell'arte della guerra" (1930)